# BSC 1914 Oppau

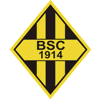
Logo

BSC 1914 Oppau is een Duitse voetbalclub uit Ludwigshafen am Rhein, meer bepaald uit het stadsdeel Oppau.

## Geschiedenis
De club werd in 1914 opgericht als FG 1914 Oppau. Op 27 mei 1937 fuseerde de club onder druk van de nazi-regering met Turnerbund Germania 1889 Oppau, TV Edigheim  enRing- und Stemmclub Oppau tot de grootclub TSG 1889 Oppau. In deze tijd was Oppau nog een zelfstandige gemeente. In 1942/43 speelde de club in de Gauliga Westmark, maar degradeerde na één seizoen. In 1943 ging de club een tijdelijke fusie aan met TSG 1861 Ludwigshafen en VfL Friesenheim om zo een volwaardig elftal te kunnen opstellen tijdens de oorlog.
Na de oorlog werden alle Duitse sportclubs ontbonden. De club werd heropgericht als ASV 1945 Oppau. In 1948 verlieten de turners en atleten de club en op 4 augustus 1950 werd de huidige naam aangenomen.
Van 1948 tot 1950 speelde de club in de Oberliga Südwest. Na een aantal jaar in de II. Division promoveerde de club opnieuw in 1961. Naast TuRa 1882 Ludwigshafen, Ludwigshafener SC en SV Phönix 03 Ludwigshafen was Oppau de vierde club uit de stad in de hoogste klasse. Buiten Hamburg en Berlijn slaagde geen enkele andere stad in Duitsland erin om na de oorlog vier eersteklassers te hebben. De club kon twee jaar het behoud verzekeren maar door de invoering van de Bundesliga in 1963 ging de club in de Regionalliga spelen waar ze nog drie jaar speelden. 